# Nh
Nh / nh es un dígrafo del alfabeto latino formado por las letras n y h usado para representar diferentes fonemas en diferentes idiomas:

## Lenguas africanas
En algunos idiomas africanos, como el gogo, se usa nh para representar una consonante alveolar nasal sorda (/n̥/)
En la ortografía guineana anterior a 1985, nh representaba una velar (/ŋ/).

## Lenguas asiáticas
En la romanización de Gwoyeu Romatzyh del chino mandarín, nh inicial indica un tono uniforme en una sílaba que comienza en [n], que de lo contrario se escribe n-.

### Japonés
Las primeras romanizaciones del japonés, influenciadas por la ortografía portuguesa, a veces usaban nh para representar una consonante prepalatal, aunque en la actualidad generalmente se escribe con ny.

### Vietnamita
En vietnamita, nh se escribe a principio de palabra para expresar una consonante nasal palatal [ɲ] (la eñe castellana). Anteriormente se consideraba una letra distinta, pero en la actualidad se identifica como dígrafo. Al final de palabra, su valor fonético varía según el dialecto:
- En el dialecto vietnamita norte, representa un velar nasal (ŋ), al igual que ng; sin embargo, su presencia puede alterar la pronunciación de la vocal precedente. Por ejemplo, bánh (bang) se pronuncia /baɪŋ/, en vez de /baŋ/.
- En el dialecto vietnamita sur, representa una nasal alveolar (n) y acorta la vocal precedente.

El alfabeto vietnamita heredó este dígrafo de la ortografía portuguesa.

## Lenguas australianas
En la transcripción de las lenguas aborígenes australianas, nh representa una consonante dental [n̪]. Debido a la alofonía, también puede representar una consonante palatal [ɲ].

## Lenguas americanas
En las lenguas mexicanas p'urhépecha y náhuat, nh representa una consonante velar nasal [ŋ].
En la Ortografía de Cuoq en Algonquin, y en la Ortografía de Fiero en Ojibwe y Odaawaa, indica que la vocal que la precede está nasalizada. Mientras que en la ortografía Cuoq es ⟨nh⟩ en todas las posiciones, en la ortografía Fiero es una forma final; su forma no final se escribe como ⟨ny⟩.

## Lenguas europeas

### Occitano
En occitano, nh representa una consonante nasal palatal [ɲ], la ñ castellana.
No se debe confundir con n·h, que incluye entre la n y la h un punto medio, un signo de puntuación existente en este y otros idiomas (como en catalán con la l·l) para avisar al lector de que no se forma un dígrafo ([nh]), es decir, que se leen las letras por separado, como por ejemplo, in·hèrn («infierno»), en oposición a vinha («viñedo»).

### Portugués
En portugués, nh representa un palatino [ɲ]. Debido a la alofonía, puede representar la nasal aproximante [ȷ̃] en la mayoría de los dialectos brasileños y africanos (santotomense y angoleño) del portugués. No se considera una letra distinta. Los portugueses tomaron prestado este dígrafo del occitano.

### Gallego
En gallego, hay dos normas divergentes que dan nh valores diferentes.
- Según la norma de la Real Academia Galega, nh representa una consonante velar [ŋ], mientras que ñ representa un palatal [ɲ].
- De acuerdo con la norma reintegracionista, mh representa una velar nasal [ŋ], mientras que nh representa un palatal [ɲ].

En ninguna de las normas, nh se considera una letra distinta.

### Galés
En galés, nh es una nasal alveolar sorda, /n̥/.